# 184-я стрелковая дивизия (1-го формирования)
184-я стрелковая дивизия — воинское соединение РККА в Великой Отечественной войне.

## История
Сформирована в августе 1940 года в составе 29-го Литовского территориального стрелкового корпуса на базе 2-й пехотной дивизии литовской армии.
В действующей армии во время Великой Отечественной войны с 22 июня 1941 года по 19 сентября 1941 года. До войны дислоцировалась в Лентварисе.
На 22 июня 1941 года дивизия, а также 429-й гаубичный артиллерийский полк находились в Оранском (Варены) лагере близ Алитуса.
Состояние дивизии оценивалось командованием 11-й армии как «184-я стрелковая дивизия ещё не укомплектована нашим составом полностью и является абсолютно ненадёжной».
На 23 июня 1941 года 184-я стрелковая дивизия имела задачу выйти в район Олькеники для организации здесь обороны, отмобилизования и доукомплектования. Однако дивизия была ещё 22 июня 1941 года окружена немецкими войсками в районе Валькининкай, и здесь же её боевой путь фактически завершился.
Отдельные подразделения дивизии (моторизованные части, 616-й артполк, зенитный и противотанковый дивизионы) после пятичасового боя по выходу из котла смогли вырваться из окружения и ушли на восток (или на Вильнюс, или в сторону белорусской границы на Сморгонь и Молодечно).
19 сентября 1941 года официально расформирована.

## Состав
- 262-й стрелковый полк
- 294-й стрелковый полк
- 297-й стрелковый полк
- 616-й лёгкий артиллерийский полк
- 617-й гаубичный артиллерийский полк
- 17-й отдельный истребительно-противотанковый дивизион
- 7-й отдельный зенитный артиллерийский дивизион
- 92-я разведывательный батальон
- 303-й сапёрный батальон
- 314-й отдельный батальон связи
- 176-й медико-санитарный батальон
- 258-я отдельная рота химической защиты
- 32-я автотранспортная рота
- 201-я полевая хлебопекарня
- 594-я полевая почтовая станция
- 421-я полевая касса Госбанка

## Подчинение
| Дата            | Фронт (округ)         | Армия      | Корпус                 | Примечания |
| --------------- | --------------------- | ---------- | ---------------------- | ---------- |
| 22.06.1941 года | Северо-Западный фронт | 11-я армия | 29-й стрелковый корпус | -          |

## Командиры
- Виноградов, Матвей Васильевич (03.06.1941 — 15.08.1941), полковник.